# Resolució 55 del Consell de Seguretat de les Nacions Unides
La Resolució 55 del Consell de Seguretat de les Nacions Unides, aprovada el 29 de juliol de 1948, després d'haver rebut un informe del Comitè de Bons Oficis sobre l'estancament de les negociacions polítiques i comercials a Indonèsia, el Consell de l'ONU va demanar als governs dels Països Baixos i la República de Indonèsia que mantinguessin l'estricte compliment tant dels elements militars i econòmics de l'acord de Renville com d'implementar de manera prioritària i completa els seus dotze principis polítics.
La resolució es va aprovar amb nou vots a cap; l'RSS d'Ucraïna i la Unió Soviètica es van abstenir.